# Social Engineering Toolkit

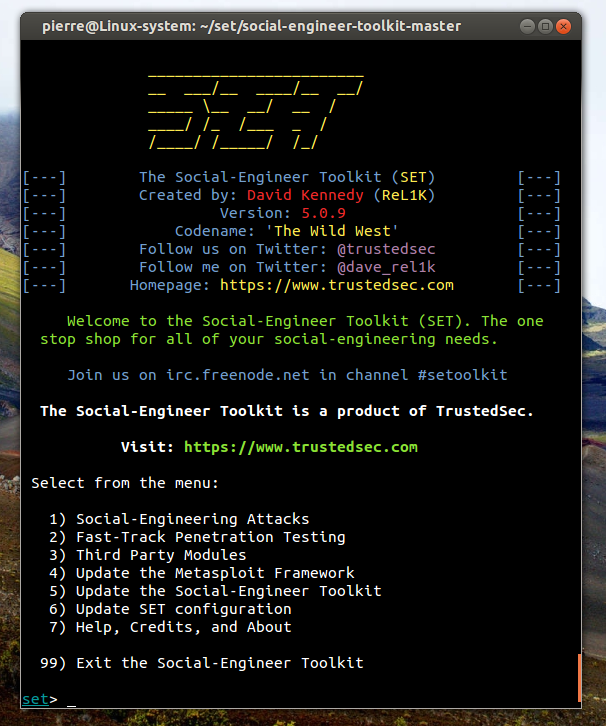
Capture d'écran du logiciel set en version 5.0.9 sur ubuntu 13.04

Social Engineering Toolkit (SET), en français « boite à outils pour l'Ingénierie sociale », est un logiciel développé par TrustedSec et écrit par David Kennedy en python. Il est open-source et multiplateforme et propose un choix de fonctions permettant diverses attaques basées sur l'hameçonnage informatique. On retrouve ainsi pêle-mêle un outil pour copier des pages web contenant des formulaires (Facebook, site de banque, etc.), un outil de mail-bombing pour spammer des boites mails ou des numéros téléphone mais aussi des systèmes de gestion de RAT ou d'exploit en utilisant le framework Metasploit,.